# 75 Orionis
75 Orionis (l Orionis) é uma estrela na direção da Orion. Possui uma ascensão reta de 06h 17m 06.62s e uma declinação de +09° 56′ 33.1″. Sua magnitude aparente é igual a 5.39. Considerando sua distância de 254 anos-luz em relação à Terra, sua magnitude absoluta é igual a -3.69. Pertence à classe espectral A2V.